# The Social Network (album)
The Social Network è una colonna sonora ambient realizzata da Trent Reznor e Atticus Ross per l'omonimo film del 2010 di David Fincher. Pubblicato il 15 ottobre 2010 e prodotto dallo stesso regista statunitense, è stato anticipato il 17 settembre dello stesso anno da un sampler di 5 tracce, liberamente scaricabile.
La colonna sonora riprende le sonorità già utilizzate nelle precedenti collaborazioni tra Reznor e Ross, ultima delle quali Ghosts I-IV dei Nine Inch Nails, tanto da contenere due tracce riarrangiate estratte da Ghosts (Magnetic è il riarrangiamento di 14 Ghosts II, A Familiar Taste di 35 Ghosts IV).

## Tracce
Tutte le tracce di Trent Reznor e Atticus Ross, ad eccezione di In the Hall of the Mountain King (scritta da Edvard Grieg e contenuta nell'opera teatrale Peer Gynt)
1. Hand Covers Bruise - 4:18
2. In Motion - 4:56
3. A Familiar Taste - 3:35
4. It Catches Up With You - 1:39
5. Intriguing Possibilities - 4:24
6. Painted Sun In Abstract - 3:29
7. 3:14 Every Night - 4:03
8. Pieces From the Whole - 4:16
9. Carbon Prevails - 3:53
10. Eventually We Find Our Way - 4:17
11. Penetration - 1:14
12. In the Hall of the Mountain King - 2:21
13. On We March - 4:14
14. Magnetic - 2:10
15. Almost Home - 3:33
16. Hand Covers Bruise, Reprise - 1:52
17. Complication with Optimistic Outcome - 3:19
18. The Gentle Hum of Anxiety - 3:53
19. Soft Trees Break the Fall - 4:44

### Tracce del sampler
1. Pieces Form the Whole - 4:25
2. Eventually We Find Our Way - 4:17
3. On We March - 4:18
4. The Gentle Hum of Anxiety - 3:51
5. Soft Trees Break the Fall - 4:39

## Crediti[2]
- Composto, arrangiato, suonato, programmato e prodotto da Trent Reznor e Atticus Ross (ad esclusione di In the Hall of the Mountain King, composto da Edvard Grieg)
- Blumpy - ingegneria del suono
- Michael Patterson - missaggio
- Rob Sheridan - design
- Tom Baker presso Precision Mastering, Hollywood, California - masterizzazione
- David Fincher - produttore esecutivo
- Lia Vollack - produttore per Columbia Pictures

## Classifiche[4]
| Anno | Classifica                         | Posizione |
| ---- | ---------------------------------- | --------- |
| 2010 | Billboard 200                      | 20        |
| 2010 | Top Soundtracks                    | 1         |
| 2010 | Top Digital Albums                 | 3         |
| 2010 | Top Independent Albums             | 2         |
| 2010 | Top Modern Rock/Alternative Albums | 3         |
| 2010 | Top Rock Albums                    | 6         |